# Таліглюцераза альфа
Таліглюцераза альфа — гідролітичний лізосомальний глюкоцереброзид-специфічний фермент, рекомбінантна форма лізосомального ферменту β-глюкоцереброзидази. β-Глюкоцереброзидаза (β-D-глюкозил-N-ацилсфингозин глюкогідролаза, EC 3.2.1.45) є ферментом лізосомального глікопротеїну, який каталізує гідроліз гліколіпіду глюкоцереброзида до глюкози і цераміду.
Використовується для лікування пацієнтів із хворобою Гоше I типу.
Таліглюцераза альфа ширше відома під торговельною маркою Елелісо, запатентованою фірмою «Пфайзер»

## Медичне застосування

### Механізм дії
Елелісо, довгострокова ензимна замісна терапія, є рекомбінантним аналогом лізосомальної глюкоцереброзидази людини, що каталізує гідроліз глюкоцереброзида до глюкози і цераміду, зменшуючи кількість накопиченого глюкоцереброзида. Поглинання Елелісо  клітинною лізосомою опосередковується зв'язуванням олігосахаридних ланцюгів Елелісо з олігосахаридами специфічних рецепторів манози на клітинній поверхні, що призводить до інтерналізації та подальшого транспортування до лізосом.

### Виробництво
Елелісо виробляється компанією Protalix BioTherapeutics за допомогою технології рекомбінантної ДНК з використанням культури рослинних клітин (морква).

### Лікарська форма
Порошок ліофілізований для розчину для інфузій.
Основні фізико-хімічні властивості: білий або майже білий порошок, може формувати таблетку.

### Протипоказання
Тяжкі алергічні реакції на таліглюцеразу альфа або інші компоненти препарату в анамнезі.

### Особливості застосування[4]

#### Реакції гіперчутливості, у тому числі анафілаксія
У деяких пацієнтів, які отримували лікування препаратом Елелісо, виникали тяжкі реакції гіперчутливості, у тому числі анафілаксія. Під час клінічних досліджень у 2 з 72 (3 %) пацієнтів, які отримували лікування препаратом Елелісо, виникали ознаки і симптоми анафілаксії, що включали кропив’янку, гіпотензію, гіперемію, свистяче дихання, стиснення в грудях, нудоту, блювання та запаморочення. Ці реакції виникали під час інфузії препарату Елелісо.
Під час клінічних досліджень препарату в 21 з 72 (29 %) пацієнтів виникли реакції гіперчутливості, у тому числі анафілаксія. Симптоми реакцій включали свербіж, ангіоневротичний набряк, гіперемію, еритему, висипання, блювання, кашель, стиснення в грудях і подразнення горла. Ці реакції виникали в проміжку до 3 годин після початку інфузії (див. розділ «Побічні реакції»).
Через можливий розвиток анафілаксії слід бути готовим надати належну медичну допомогу, коли застосовується Елелісо. Потрібно ретельно наглядати за пацієнтами протягом відповідного періоду часу після застосування препарату, беручи до уваги час можливого початку анафілаксії, взятий з результатів клінічних досліджень. Пацієнти мають бути проінформовані про ознаки і симптоми анафілаксії та про необхідність одразу звертатися за медичною допомогою при виникненні таких симптомів. Якщо виникне анафілаксія, слід негайно припинити застосування препарату Елелісо та розпочати відповідне лікування.
Терапія реакцій гіперчутливості, залежно від ступеня тяжкості реакції, має включати зниження швидкості або тимчасове припинення інфузії та/або застосування антигістамінних, жарознижувальних препаратів та/або кортикостероїдів у випадку реакцій легкого ступеня. Попереднє застосування антигістамінних препаратів та/або кортикостероїдів може запобігти виникненню реакцій гіперчутливості. Під час клінічних досліджень пацієнтам планово не проводилася премедикація перед інфузією препарату Елелісо. Якщо виникає реакція гіперчутливості тяжкого ступеня, слід негайно припинити інфузію препарату Елелісо та розпочати відповідне лікування.
Слід зважити користь та ризики повторного застосування препарату Елелісо пацієнтам, у яких виникала реакція гіперчутливості тяжкого ступеня, пов’язана з цим препаратом. Слід дотримуватись обережності під час повторного застосування препарату та бути готовим надати належну медичну допомогу (див. розділ «Побічні реакції»)

#### Застосування особам літнього віку
Під час клінічних досліджень 8 пацієнтів віком від 65 років отримували лікування препаратом Елелісо. Клінічні дослідження Елелісо не включали достатньої кількості пацієнтів віком від 65 років, щоб визначити, чи відрізняється їхня відповідь на лікування від відповіді пацієнтів молодшого віку.

#### Застосування у період вагітності або годування груддю

##### Вагітність
Обмежені доступні дані щодо застосування препарату Елелісо вагітними жінками не є достатніми, щоб інформувати про ризик, пов’язаний із застосуванням препарату. Проте є в наявності клінічні рекомендації (див. підрозділ «Клінічні рекомендації»). У дослідженнях репродуктивної функції на тваринах при внутрішньовенному введенні таліглюцерази в дозах, що у 5 разів перевищували рекомендовану клінічну дозу, докази ембріофетальної токсичності були відсутні. Передбачуваний супутній ризик серйозних вроджених дефектів і викиднів для зазначеної популяції невідомий. Для населення в цілому у США передбачуваний супутній ризик серйозних вроджених дефектів і викиднів у клінічно визнаних випадках вагітності складає від 2 % до 4 % і від 15 % до 20 % відповідно.

#### Клінічні рекомендації

##### Ризик для матері та ембріона/плода, пов’язаний із хворобою
Жінки з хворобою Гоше 1-го типу мають підвищений ризик викидня, якщо не лікувати та не контролювати симптоми хвороби до зачаття та під час вагітності. Вагітність може загострювати наявні симптоми хвороби Гоше 1-го типу або спричиняти її нові прояви. Прояви хвороби Гоше 1-го типу можуть призвести до несприятливих наслідків вагітності, у тому числі гепатоспленомегалії, яка може перешкоджати нормальному росту плода, і тромбоцитопенії, яка може спричиняти виникнення післяпологової кровотечі і крововиливу, що вимагає переливання крові.

##### Годування груддю
Дані про виявлення таліглюцерази в грудному молоці людини, вплив на немовлят, що знаходяться на грудному вигодовуванні, або вплив на вироблення грудного молока відсутні. Користь грудного вигодовування для розвитку і здоров’я дитини слід розглядати разом з клінічною потребою матері в лікуванні препаратом Елелісо і будь-якими потенційними небажаними ефектами для немовляти в результаті застосування Елелісо або внаслідок основного захворювання матері.

#### Здатність впливати на швидкість реакції при керуванні автотранспортом або іншими механізмами
Оскільки під час клінічних досліджень з таліглюцеразою альфа повідомлялося про запаморочення, пацієнтам слід знати про реакцію їхнього організму на препарат Елелісо перед тим, як керувати автотранспортом або іншими механізмами.

### Спосіб застосування та дози

#### Рекомендована доза для пацієнтів віком від 4 років
Лікування пацієнтів, які раніше не отримували ферментозамісну терапію. Рекомендована доза препарату Елелісо становить 60 одиниць/кг маси тіла кожні 2 тижні у вигляді 60–120-хвилинної внутрішньовенної інфузії.
Пацієнти, які переходять з іміглюцерази. Пацієнти, які на даний час отримують лікування іміглюцеразою з приводу хвороби Гоше 1-го типу, можуть перейти на препарат Елелісо. Пацієнтам, які раніше отримували лікування іміглюцеразою в стабільному дозуванні, при переході з іміглюцерази на препарат Елелісо рекомендується починати лікування препаратом Елелісо у такій самій дозі (одиниць/кг). Препарат Елелісо для довгострокової терапії вводять 1 раз на 2 тижні шляхом внутрішньовенної інфузії протягом 60–120 хвилин. Корекцію дози проводять з огляду на досягнення та утримання терапевтичних цілей для кожного пацієнта (див. підрозділ «Клінічні дослідження»).

#### Інструкції щодо приготування
Препарат Елелісо слід відновлювати, розводити та застосовувати під наглядом медичного працівника.
Кожний флакон Елелісо містить 200 одиниць таліглюцерази альфа і призначений лише для однократного застосування. Не використовуйте флакон більше одного разу. Етапи відновлення і розведення повинні проводитися в асептичних умовах.
Препарат необхідно відновити у стерильній воді для ін’єкцій і розвести 0,9 % розчином натрію хлориду для ін’єкцій до отримання кінцевого об’єму 100-200 мл, а потім ввести за допомогою внутрішньовенної інфузії.
Препарат Елелісо готують у асептичних умовах, дотримуючись наступної послідовності.
1. Визначають кількість флаконів, які необхідно відновити, на основі маси тіла пацієнта і рекомендованої дози 60 одиниць/кг, виконуючи такі розрахунки (1-3):
(1) сумарна доза в одиницях = маса тіла пацієнта (кг) × доза (одиниць/кг);
(2) сумарна кількість флаконів = сумарна доза в одиницях, поділена на 200 одиниць/флакон;
(3) округлюють до наступного повного флакона.
2. Дістають необхідну кількість флаконів з холодильника. Не можна лишати ці флакони за кімнатної температури довше 24 годин перед відновленням. Флакони не можна нагрівати або підігрівати в мікрохвильовій печі.
3. Кожний флакон препарату Елелісо відновлюють за допомогою 5,1 мл стерильної води для ін’єкцій до отримання концентрації відновленого препарату 40 одиниць/мл і об’єму, що витягається, 5 мл. Після відновлення обережно перемішують вміст флаконів. НЕ СТРУШУВАТИ. Перед подальшим розведенням візуально оглядають розчин у флаконах; розчин має бути прозорим і безбарвним. Не можна застосовувати розчин, якщо його колір змінився або якщо він містить сторонні механічні частки.
4. Набирають розраховану дозу препарату з відповідної кількості флаконів і розводять 0,9 % розчином натрію хлориду для ін’єкцій до отримання кінцевого об’єму 100-200 мл.
- Для дітей потрібно використовувати кінцевий об’єм 100-120 мл.
- Для дорослих можна використовувати кінцевий об’єм 130-150 мл. Проте якщо об’єм тільки відновленого продукту становить 130-150 мл або більше, кінцевий об’єм не має перевищувати 200 мл.

5. Обережно перемішують. НЕ СТРУШУВАТИ. Оскільки це розчин білка, після розчинення деколи може виникати легка флокуляція (у вигляді напівпрозорих волокон).

#### Інструкції щодо застосування
Після відновлення і розведення приготовлений розчин слід застосовувати методом внутрішньовенної інфузії та фільтрувати через прохідний фільтр з низьким зв’язуванням білка і розміром пор 0,2 мкм.
- Для дітей: початкова швидкість інфузії має становити 1 мл/хв. Після встановлення переносимості препарату Елелісо швидкість інфузії можна збільшити, але не вище рекомендованого максимального значення 2 мл/хв. Весь об’єм інфузійного розчину необхідно ввести за період, що становить щонайменше 60 хвилин.
- Для дорослих: початкова швидкість інфузії має становити 1,2 мл/хв. Після встановлення переносимості препарату Елелісо швидкість інфузії можна збільшити, але не вище рекомендованого максимального значення 2,2 мл/хв. Весь об’єм інфузійного розчину необхідно ввести за період, що становить щонайменше 60 хвилин.

Оскільки Елелісо не містить жодних консервантів, застосовувати препарат необхідно одразу після відновлення. Якщо застосувати його одразу неможливо, відновлений препарат можна зберігати до 24 годин при температурі 2-8 °C у захищеному від світла місці або до 4 годин при 20-25 °C, не захищаючи від світла. Розведений препарат можна зберігати до 24 годин при температурі 2-8 °C у захищеному від світла місці. Загалом, відновлений і розведений препарат можна зберігати не більше 24 годин. Не заморожувати. Невикористаний препарат потрібно викинути.

#### Діти
Застосування препарату Елелісо пацієнтам дитячого віку з хворобою Гоше 1-го типу ґрунтується на підтвердженій ефективності застосування дорослим у достатніх та добре контрольованих дослідженнях, а також на додаткових даних з фармакодинаміки у 5 пацієнтів дитячого віку та фармакокінетичних даних у 9 пацієнтів дитячого віку, які брали участь у клінічних дослідженнях (див. розділ «Фармакокінетика»). Дані, отримані у 14 пацієнтів дитячого віку, були включені до оцінки безпеки (див. розділ «Побічні реакції»). Недостатньо даних, щоб рекомендувати дозування препарату дітям віком до 4 років.
У пацієнтів дитячого віку частіше, ніж у дорослих пацієнтів спостерігалося блювання під час застосування препарату Елелісо (4 з 9 пацієнтів, які не отримували лікування раніше), що може бути проявом реакції гіперчутливості. Частота виникнення інших побічних реакцій була подібною у дітей та дорослих.

### Передозування
Досвід щодо передозування препаратом Елелісо відсутній.

### Побічні ефекти
Шлунково-кишкові розлади: блювання, діарея.
Загальні розлади та реакції в місці введення препарату: втома.
Розлади з боку імунної системи: анафілаксія (див. розділ «Особливості застосування»), імуноопосередкований локальний медикаментозний висип ІІІ типу.
Порушення з боку скелетно-м’язової та сполучної тканини: біль у спині.

### Умови зберігання
Елелісо необхідно зберігати у холодильнику при температурі від 2 °C до 8 °C (36 °F до 46 °F). Не заморожуйте. Захищати флакони від світла.
Оскільки Елелісо не містить консерванту, препарат слід застосовувати відразу після його відновлення. Якщо неможливе негайне використання, відновлений продукт може зберігатися до 24 годин при температурі від 2 до 8 °C (від 36 до 46 °F) під захистом від світла або до 4 годин при температурі від 20 до 25 °C (від 68 до 77 °C) °F) без захисту від світла. Розведений продукт може зберігатися до 24 годин при температурі від 2 до 8 °C (від 36 до 46 °F) під захистом від світла. Зберігання відновленого продукту і розведеного продукту не повинно перевищувати 24 години. Не заморожувати. Відкидати будь-який невикористаний продукт.

## Синоніми
Glucosylcerebrosidase, prGC-D, prGCD, Taliglucerase alfa